# Lokalbedövning

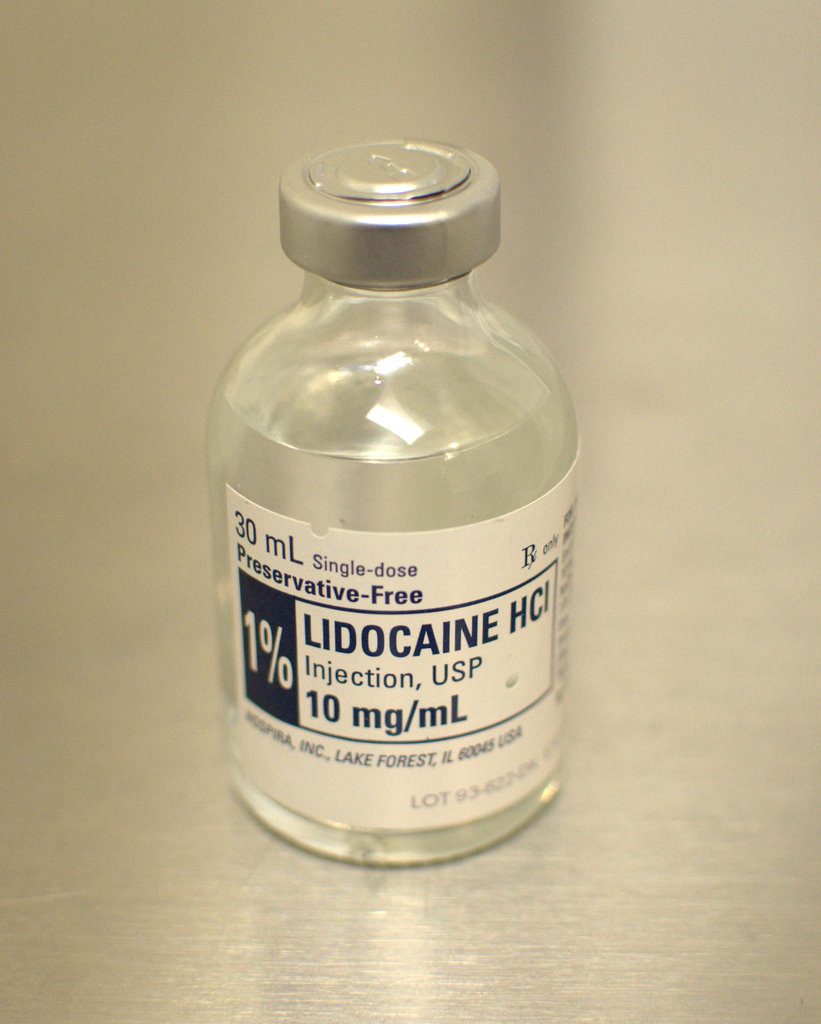
Lidokain, ett vanligt lokalbedövningsmedel.

Lokalbedövning innebär att man bedövar endast vissa delar av kroppen, för att ta bort smärtkänsligheten , och fortfarande vara vid medvetande. Den typ av läkemedel som används kallas lokalanestetika. Det finns olika salvor och injektioner man kan ge som lokalbedövning.

## Olika former av lokalbedövning
- Ytbedövning sker genom att lokalbedövningsmedlet tillförs med till exempel salva, direkt på ytan av hud eller slemhinna. Också lokal frysning av huden kan medföra denna typ av bedövning.
- Infiltrationsbedövning innebär att bedövningsmedlet sprutas in och fördelas på det område som skall bedövas. Det sker bland annat vid behandling av mindre sårskador.
- Ledningsbedövning innebär att bedövningsmedlet injiceras kring en nervstam, så att smärtkänsligheten upphävs inom det område som nerven försörjer. Ryggbedövning är en typ av ledningsbedövning där ett antal nervrötter blockeras. Denna effekt uppnås också med epiduralbedövning, då bedövningsmedlet sprutas in i epiduralrummet (utanför den hårda ryggmärgshinnan).

Bedömningen om lokalbedövning eller narkos ska används beror såväl på ingreppets omfattning, som på medicinska riskfaktorer och patientens önskemål.
Exempel på tillfällen när lokalbedövning kan ske är hos tandläkaren vid t.ex. rotfyllning och även vid enklare tandlagning.  På sjukhus vid mindre operationer, men även med salva i armvecken före blodprov och sänka.